# TUC (Marke)
TUC ist eine Herstellermarke des international tätigen US-amerikanischen Lebensmittelkonzerns Mondelēz International, unter der salzige Kräcker vermarktet werden. Unter dem Namen Tuc werden die Kräcker in mehr als 50 Ländern in Nordafrika, Europa, Nordamerika und Asien vertrieben.

## Hauptprodukt
Kräcker sind das Hauptprodukt der Marke. Sie haben eine rechteckige Grundform, wobei alle Ecken abgeschrägt sind, so dass eine achteckige Form entsteht. Zudem sind sie mit kleinen Durchstanzungen übersät, um Backblasen zu vermeiden. Mittig bilden die Durchstanzungen den Markennamen.

## Geschichte
Als Erfinder von Tuc gilt Louis Edouard Parein, der die kleine Süßwarenfirma Biscuits Parein in Belgien besaß (das Unternehmen fusionierte 1965 mit De Beukelaer zu General Biscuits/Générale Biscuit, 1977 wurde die Marke in LU integriert). Nach einer Reise in die USA vermarktete er salzige Kekse unter dem Namen Tuc. Der Legende nach ließ er sich bei der Namensfindung von einem Zeitungsartikel über die britische Trade Union Corporation (T.U.C.) inspirieren.

## Variationen

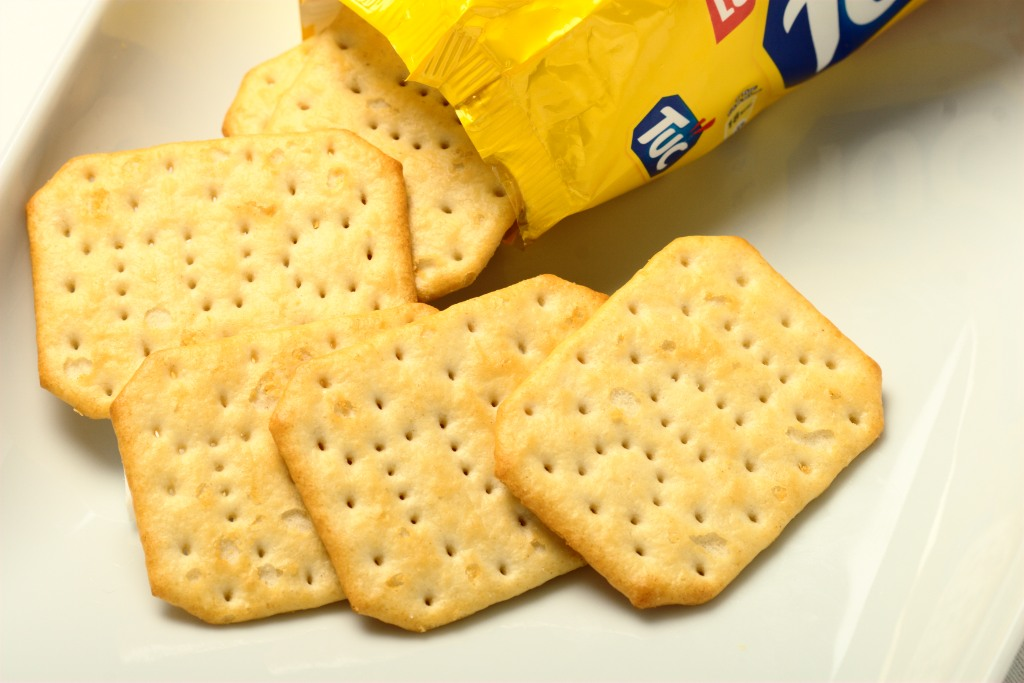
TUC-Kräcker mit den sichtbaren Durchstanzungen

Neben dem Original werden Tuc-Kräcker im deutschsprachigen Raum in unterschiedlichen Variationen angeboten:
- Crisp Meersalz (DE & AT)
- Crisp Paprika (DE & AT)
- Baked Bites Paprika (DE & AT)
- Sweet-Chilli
- Baked Bites gesalzen (DE & AT)
- Baked Bites Frischkäse-Zwiebel (D & AT)
- Paprika (D, AT & CH)
- Schinkenspeck (DE, AT & CH)
- Käse (DE, AT & CH)
- Chilli (DE & AT)
- Rosmarin und Olivenöl (CH)
- Sauerrahm-Zwiebel (DE & CH)

Des Weiteren werden Brotchips als Tuc Bake Rolls und eine Schokoladentafel mit TUC-Kräckern unter dem Namen Milka & TUC vermarktet.

## Werbung
Unter anderem warb der Schauspieler Walter Sedlmayr für Tuc, die Werbung endete mit einem lautmalerischen tuc tuc. In Deutschland wurden die Kräcker 2003 mit dem Slogan Und wie tuccen Sie? beworben.

## Negativpreis der Verbraucherzentrale Hamburg

Tuc Bake Rolls

Im März 2023 wurde der Snackartikel Tuc Bake Rolls von der Verbraucherzentrale Hamburg zur Mogelpackung des Monats gekürt. Das Vorgängerprodukt wurde durch ein mehr als doppelt so teures, inhaltlich fast gleiches Nachfolgeprodukt ersetzt. Im Jahr 2024 wurde TUC Bake Rolls von der Hamburger Verbraucherzentrale zur Mogelpackung des Jahres 2023 gewählt, nachdem sich durch eine Erhöhung des Packungspreises bei gleichzeitiger Reduzierung des Packungsinhalts von 250 auf 150 Gramm der Preis pro 100 Gramm um mindestens 127 Prozent verteuert hatte.